# Tiegem
Tiegem is een dorp in de Belgische provincie West-Vlaanderen en een deelgemeente van Anzegem, het was een zelfstandige gemeente tot aan de gemeentelijke herindeling van 1977.

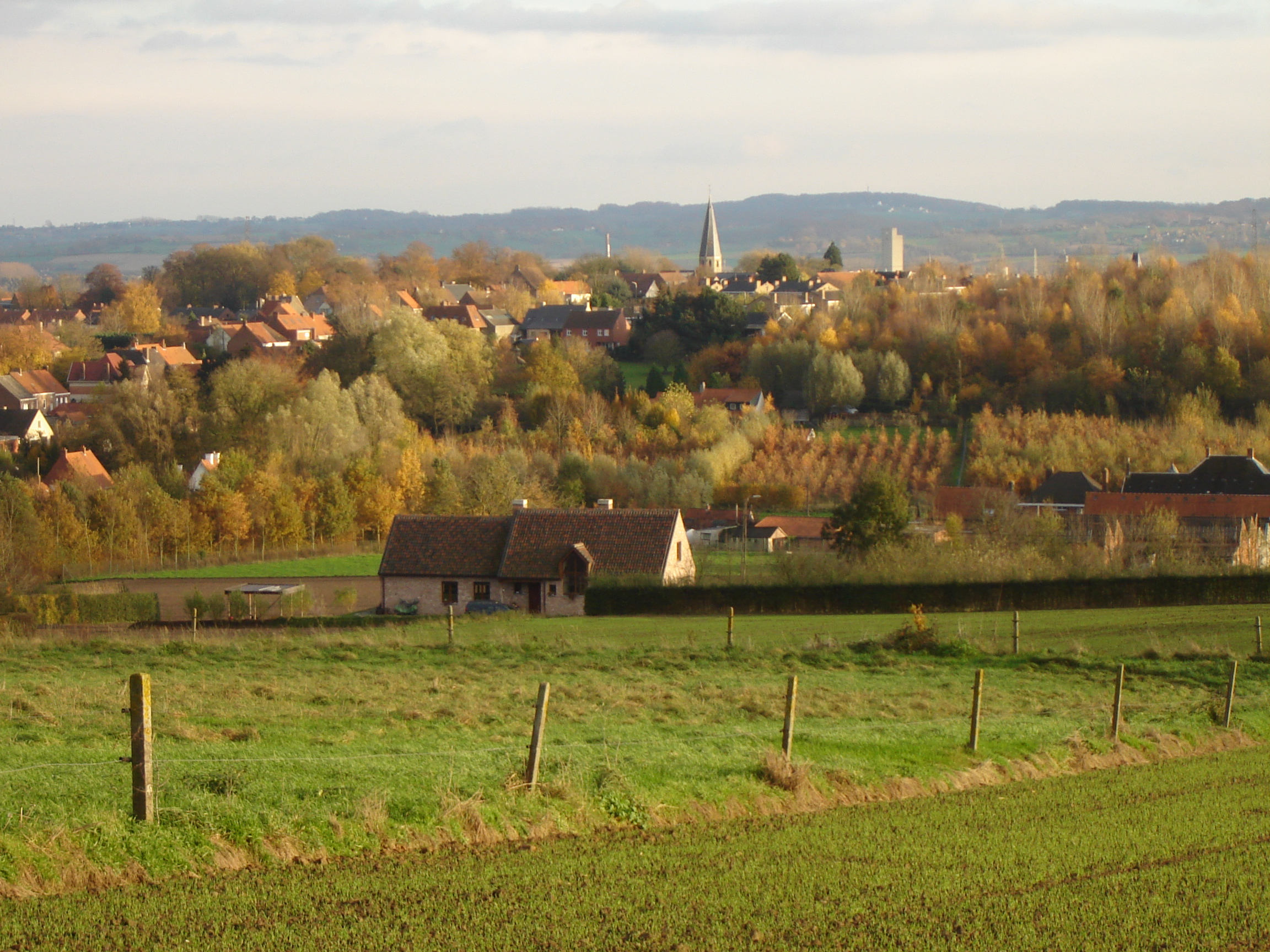
Tiegem en omgeving

## Geschiedenis
Vanaf het paleolithicum waren er nederzettingen op het grondgebied van Tiegem, zoals op de Tiegemberg. In 1904 waren er al aanwijzingen voor Gallo-Romeinse bewoning en in 1983 werden resten van een villa uit dit tijdvak ontdekt.
In de eerste helft van de 9e eeuw werd Tiegem voor het eerst vermeld, namelijk in het Liber Traditionem van de Sint-Pietersabdij te Gent. Het patronaatsrecht behoorde toe aan de Sint-Diederiksabdij bij Reims.
In 1040 werd Sint-Arnoldus hier geboren. Hij was de zoon van de plaatselijke heer.
Tijdens de 14e en 15e eeuw was de heerlijkheid achtereenvolgens in bezit van de families Van Rode, Gistel, Betune en Ailly. Tijdens de 15e en 16e eeuw kwam het aan de familie Van Kleef en van einde 16e eeuw tot 1792 was de familie de Plotho de eigenaar.
Tiegem had veel te lijden onder de godsdiensttwisten (eind 16e eeuw) en de Negenjarige Oorlog (eind 17e eeuw).
De economie beperkte zich -naast de landbouw- tot de thuisweverij van vlas en katoen. In 1910 kwamen er twee katoenweverijen, waar in totaal 326 mensen werkten. Later kwam er ook een wolweverij.
Op 26 oktober 1918 vielen er 75 dodelijke slachtoffers door Duitse gasaanvallen, maar op 31 oktober werd Tiegem door Welshe en Schotse troepen bevrijd.

## Demografische ontwikkeling
- Bronnen:NIS, Opm:1831 tot en met 1970=volkstellingen; 1976 = inwoneraantal op 31 december

## Bezienswaardigheden

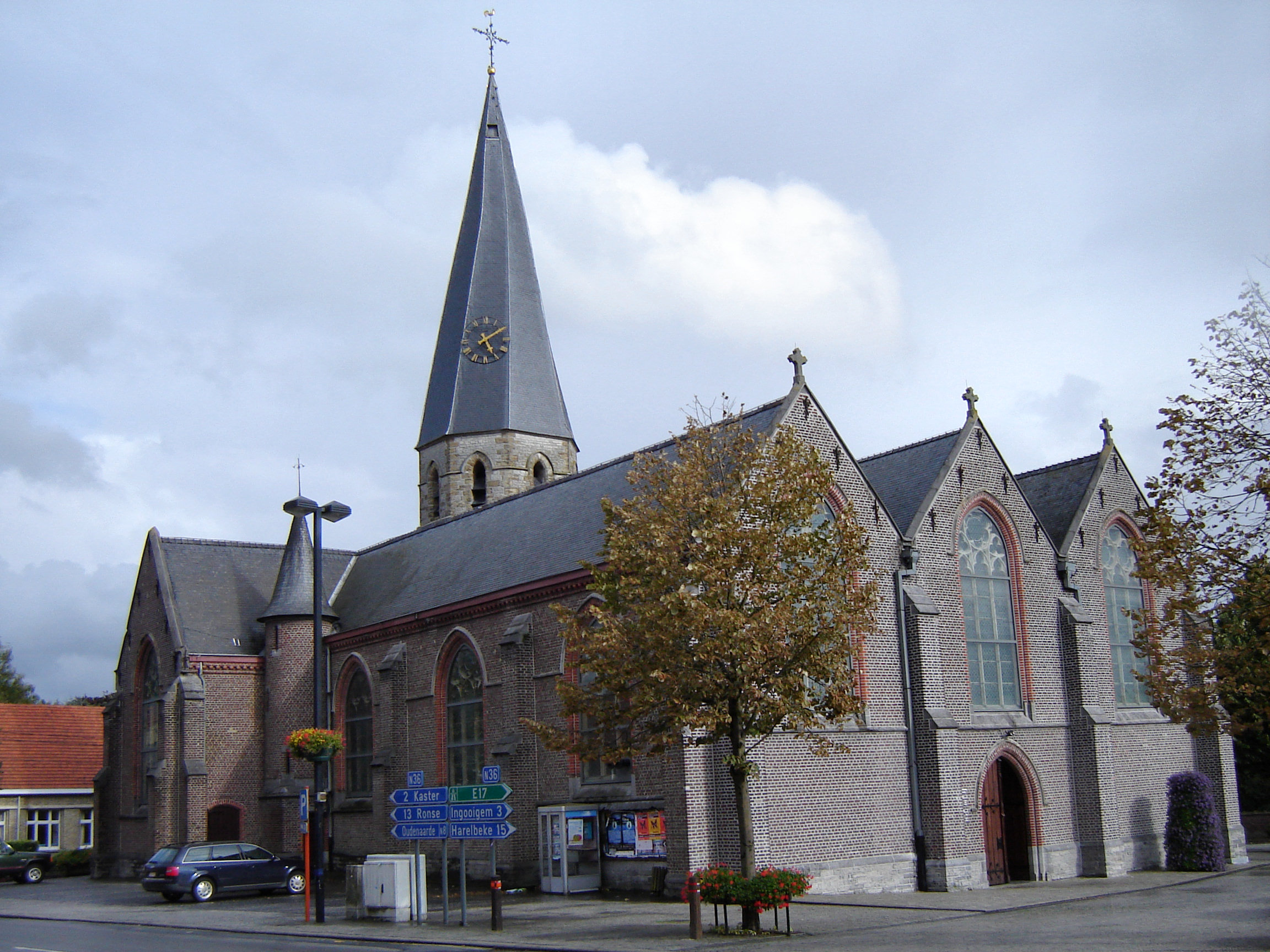
Sint-Arnolduskerk

- De Sint-Arnolduskerk stamt deels uit de 12de, 13de en 16de eeuw en werd in 1893–1895 vergroot. De kerk bezit een relikwie van de Heilige Arnold van Soissons die hier rond 1040 is geboren.
- Het Sint-Arnolduspark
- De deels beboste Tiegemberg (79m hoog) wordt beklommen tijdens de wielerwedstrijd E3-Prijs.
- Op de Tiegemberg staat de Bergmolen uit 1880.

## Natuur en landschap
Tiegem ligt in Zandlemig Vlaanderen en de hoogte varieert tussen 27 en 79 meter. De Tiegemberg is een getuigenheuvel en hier ontspringt de Sint-Arnoldusbeek. Het bos van het Sint-Arnolduspark is ook interessant vanuit het oogpunt van flora en fauna.

## Politiek

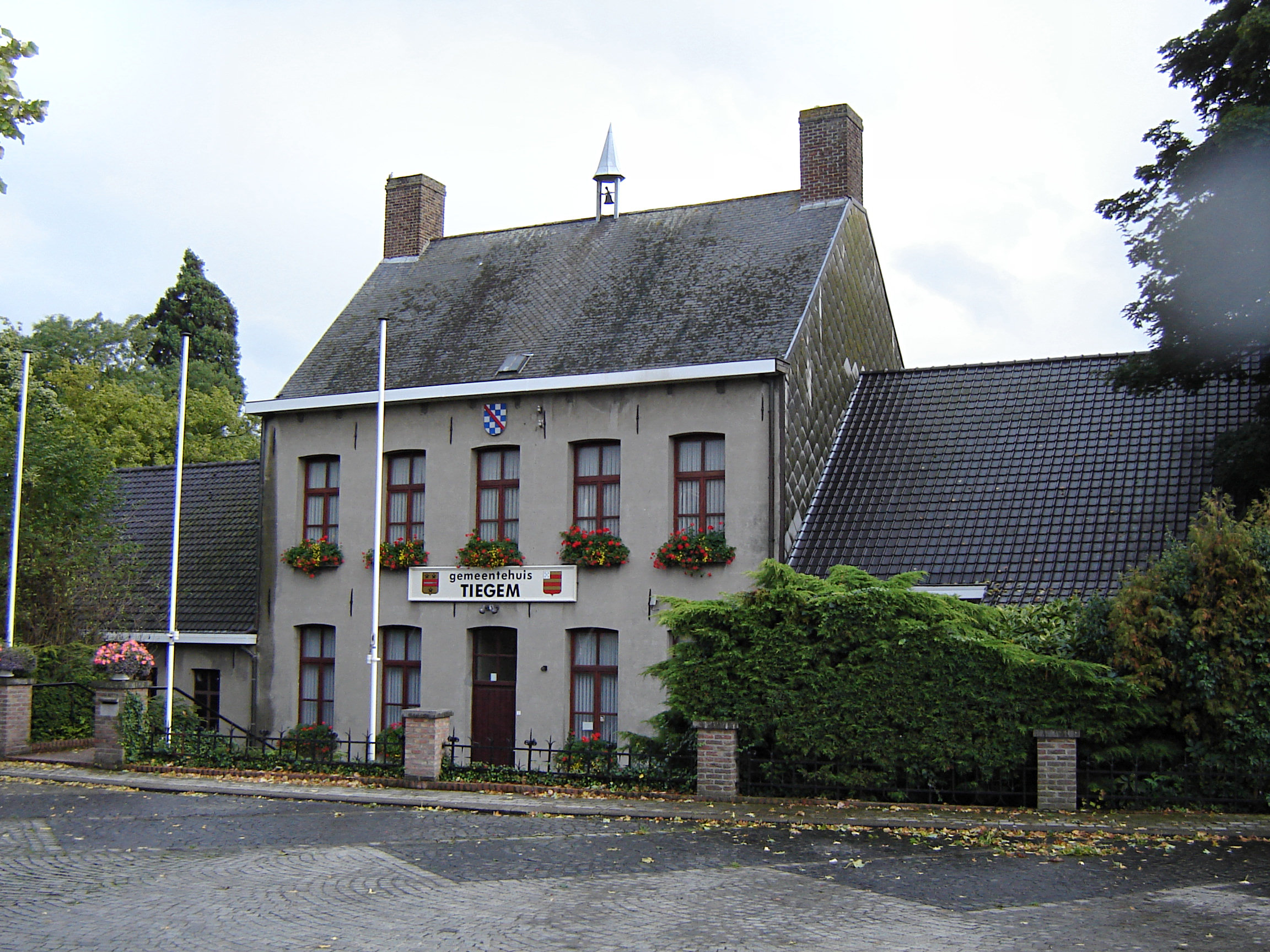
Voormalig gemeentehuis

Tot de gemeentelijke fusie van 1977 had Tiegem een eigen gemeentebestuur en burgemeester. De laatste burgemeester was Godfried Van de Meulebroeke.

## Bevolkingsevolutie
| Jaar | Inwoners | Inwoners |
| ---- | -------- | -------- |
| 1458 | 681      |          |
| 1557 | 840      |          |
| 1600 | 576      |          |
| 1698 | 935      |          |
| 1767 | 1457     |          |
| 1800 | 1800     |          |
| 1816 |          | 1967     |
| 1818 | 2138     |          |
| 1830 | 2567     |          |
| 1840 | 2509     | 2590     |
| 1846 | 2407     |          |
| 1849 | 2106     |          |
| 1855 | 2130     |          |
| 1876 | 2007     | 2007     |
| 1890 |          | 1790     |
| 1910 | 1875     | 1875     |
| 1937 | 1868     |          |
| 1940 | 1865     |          |
| 1960 | 1876     | 1876     |
| 1975 | 1775     |          |
| 1992 | 1700     |          |

## Nabijgelegen kernen
Kaster, Anzegem, Ingooigem, Otegem, Waarmaarde
Deelgemeenten: Anzegem · Gijzelbrechtegem · Ingooigem · Kaster · Tiegem · Vichte

Overige plaatsen: Heirweg

Belgische gemeenten · Arrondissement Kortrijk · West-Vlaanderen · Vlaanderen